# Battle: Los Angeles
Battle: Los Angeles (soms ook wel Battle: LA en World Invasion: Battle Los Angeles genoemd) is een militaire sciencefictionfilm uit 2011 met onder andere Jonathan Liebesman, Aaron Eckhart, Michelle Rodriguez, Michael Peña, Ne-Yo, Ramon Rodríguez en Bridget Moynahan. De film speelt zich af in het moderne Los Angeles en volgt een peloton V.S. Mariniers tijdens een wereldwijde alieninvasie. De gebeurtenissen in de film zijn geïnspireerd door The Battle of Los Angeles, een veronderstelde aanval tijdens de Tweede Wereldoorlog op de stad die uiteindelijk vals alarm bleek te zijn.

## Rolverdeling
- Aaron Eckhart - SSgt Michael Nantz
- Ramón Rodriguez - 2ndLt William Martinez
- Michelle Rodríguez - TSgt Elena Santos
- Cory Hardrict - Cpl Jason Lockett
- Will Rothhaar - Cpl Lee Imlay
- Gino Anthony Pesi - Cpl Nick Stavrou
- Ne-Yo - Cpl Kevin "Specks" Harris
- James Hiroyuki Liao - LCpl Steven Mottola
- Bridget Moynahan - Michele
- Noel Fisher - PFC Shaun Lenihan
- Adetokumboh M'Cormack - Corpsman Jibril Adukwu
- Bryce Cass - Hector Rincon (zoon van Joe Rincon)
- Michael Pena - Joe Rincon (vader van Hector Rincon)
- Joey King - Kirsten
- Neil Brown Jr - LCpl Richard Guerrero
- Taylor Handley - LCpl Corey Simmons
- Lucas Till - Cpl Scott Grayston
- Jessica Heap - Jessy
- Kenneth Brown Jr. - Cpl Richard Oswald
- Jadin Gould - Amy
- Joe Chrest - 1stSgt John Roy
- Rus Blackwell - LtCol K.N. Ritchie
- Susie Abromeit - Amanda
- Brandi Coleman - Cherise
- Elizabeth L. Keener - Kathy Martinez
- Lena Clark - Kristy
- Nzinga Blake - Adukwu's zuster
- Jim Parrack - LCpl Peter Kerns

## Videospel
In 2010 begon de ontwikkeling van een videospel gebaseerd op Battle: Los Angeles. De productie was in handen van Live Action Studies en werd gepubliceerd door Konami. Het spel is bedoeld voor de Xbox Live Arcade, Steam, OnLive en de PlayStation Network. Tijdens het spel hebben de spelers niet de controle over de rol van Eckhart maar over Korporaal Lee Imlay.

## Filmmuziek
Het album voor de filmmuziek werd gelanceerd op 8 maart 2011. Een van de liedjes die gebruikt werden in de film is van de hand van Jóhann Jóhannsson (The Sun's Gone Dim and the Sky's Turned Black).